# Der ledige Hof (1919)
Der ledige Hof, auch unter Lediger Hof geführt, ist ein österreichischer Heimatfilm aus dem Jahre 1919 von und mit Max Neufeld in der Hauptrolle. Die Geschichte basiert auf dem gleichnamigen Schauspiel (1877) von Ludwig Anzengruber.

## Handlung
Die Bäuerin Agnes Bernhofer ist unverheiratet, daher wird ihr Gut „der ledige Hof“ genannt. Als sie einen neuen Großknecht einstellen will, meldet sich der gutaussehende Leonhard, der Agnes besonders gut gefällt, für diese Arbeit. Rasch finden die beiden jungen Leute auch menschlich zueinander. Er sagt Agnes sogar auf ihre entsprechende Nachfrage hin, dass sie seine erste und einzige Liebe sei. Dann aber muss die Bernhoferin über den Pfarrer des Dorfes erfahren, dass Leonhard nicht nur bereits eine Affäre mit der Theres Kammerleitner hatte, sondern dass aus dieser Verbindung sogar ein Kind entstanden ist. Agnes begibt sich zu ihr, um den Wahrheitsgehalt der Behauptung zu überprüfen. Da aber Leonhard auf sein Leben geschworen hatte, dass nichts an dieser Geschichte dran sein, muss er nun, einem alten Brauch folgend, auch dieses eigene Leben einsetzen. 
Die Bernhoferin schickt ihn auf den See hinaus zum so genannten „Gewitterfischen.“ Als sie bei Blitz und Donner einen lauten Schrei vernimmt, packt Agnes die Reue, denn sie muss annehmen, dass sie das Leben ihres Liebsten nicht nur in Gefahr gebracht, sondern sogar geopfert hat. Doch Leonhard erwies sich als guter Schwimmer, konnte sich ans Ufer retten und steht nun durchnässt vor ihr. Agnes fürchtet sich angesichts der jüngsten Erkenntnisse davor, mit Leonhard, dessen Kind sie von Theres in Pflege genommen hat, eine Beziehung einzugehen, und lässt ihm die freie Wahl, seinem Traum nachzukommen und nach Amerika auszuwandern. Doch der Pfarrer verhindert dies und macht Leonhard klar, dass er gefälligst seinem eigen Fleisch und Blut ein guter Vater zu sein habe. Und so kommen Leonhard und Agnes schließlich doch noch zusammen, heiraten und werden treusorgende Eltern.

## Produktionsnotizen
Der ledige Hof entstand im Frühling 1919 und wurde am 3. Juli 1919 im Rahmen einer Pressepräsentation uraufgeführt. Der Massenstart war 22 Tage später. Die Länge des Vierakters betrug ursprünglich rund 1700 Meter. Spätere Fassungen waren 1542 bzw. 1510 Meter lang, verteilt auf fünf Akte.

## Kritiken
In Wiens Neue Kino-Rundschau heißt es: „Die bewährten Kräfte Max Neufeld und Maria Marchal stehen wieder auf der Höhe künstlerischen Könnens. Die Szenerien und Bauernszenen, in naturnaher Nachbildung wiedergegeben, bilden den Hintergrund für die starke Handlung dieses prächtigen Stückes ...“
Auf film.at ist zu lesen: „Ein bewunderungswürdig kraftvoll-gekonntes Frühwerk …, das ganz genau seine Stärken als Regisseur demonstriert: ein feiner Sinn für klar-starke, dabei nie (zu) gewollt wirkende Bilder, eine Freude am Drehen in der freien Natur, am Spiel der Elemente - wie sich die Wellen kräuseln, der Wind im Geäst verfängt -, ein selbst in den Abweichungen und Ausschweifungen fokussiertes Spiel der Darsteller sowie ein sehr idiosynkratisch-loser Instinkt für narrativen Rhythmus.“